# Wormaldia anilla
Wormaldia anilla là một loài Trichoptera trong họ Philopotamidae. Chúng phân bố ở miền Tân bắc.